# Rödflotjärnen (Hammerdals socken, Jämtland)
Rödflotjärnen är en sjö i Strömsunds kommun i Jämtland och ingår i Ångermanälvens huvudavrinningsområde.